# العلاقات القبرصية الكويتية
تُشير العلاقات الكويتية القبرصية إلى العلاقات الثنائية بين الكويت وقبرص، قبرص لديها سفارة في مدينة الكويت بينما تملك كذلك قبرص سفارة كويتية في أراضها. وكانت قبرص من أوائل الدول التي اعترفت باستقلال الكويت في عام 1961، كما يوجد دائماً سواح وزوار يزورون ويعملون في كِلا البلدين.
مع افتتاح السفارة الكويتية في نيقوسيا، قبرص، في عام 2011 أكد الرئيس القبرصي ديميتريس خريستوفياس أن العلاقات سوف تُعزز ما بين البلدين، وأن قبرص لن تنسى أبداً موقف الكويت في استقرار الاقتصاد القبرصي خلال فترات الأزمة الاقتصادية.